# NGC 75
NGC 75 је лентикуларна галаксија у сазвежђу Рибе која се налази на NGC листи објеката дубоког неба.
Деклинација објекта је + 6° 26' 59" а ректасцензија 0h 19m 26,3s. Привидна величина (магнитуда) објекта NGC 75 износи 13,5 а фотографска магнитуда 14,5. NGC 75 је још познат и под ознакама UGC 182, MCG 1-1-51, CGCG 408-48, NPM1G +06.0009, PGC 1255.